# Tato (film 1995)
Tato – polski dramat filmowy z 1995 roku w reżyserii Macieja Ślesickiego.
Film jest jednym z nielicznych w kinematografii przykładów ukazania problemu alienacji rodzicielskiej.

## Fabuła
Michał Sulecki (Bogusław Linda) i Ewa Fornalczyk-Sulecka (Dorota Segda) to młodzi małżonkowie. Zaniedbują mieszkanie, a między nimi coraz częściej dochodzi do konfliktów. W końcu znajdująca się w stanie załamania nerwowego Ewa dokonuje samookaleczenia i oskarża męża o pobicie. Nazajutrz przeprowadza się do matki. Michał stwierdza, że Ewa zdradza objawy postępującej choroby psychicznej. Następnie sprawa o rzekomym pobiciu trafia do sądu. Michał traci prawo do wychowywania swojej siedmioletniej córki Kasi (Aleksandra Maliszewska). Nad dzieckiem opiekę przejmuje Ewa. Wkrótce jednak Ewa trafia do szpitala psychiatrycznego, a opiekę nad Kasią przejmuje despotyczna babcia Jadwiga Fornalczyk (Teresa Lipowska), która na wszelkie sposoby utrudnia Kasi kontakty z ojcem. Michał idzie do sądu i rozpoczyna walkę o córkę.

## Obsada
- Bogusław Linda – Michał Sulecki
- Dorota Segda – Ewa Sulecka, żona Michała
- Aleksandra Maliszewska – Kasia Sulecka, córka Michała i Ewy
- Cezary Pazura – Cezary Kujawski
- Krystyna Janda – Magda, adwokat Michała
- Teresa Lipowska – Jadwiga Fornalczyk, teściowa Michała
- Stanisław Brudny – teść Michała
- Renata Dancewicz – nauczycielka muzyki
- Daria Trafankowska – dr Małgorzata Piotrowska, psychiatra Ewy
- Dariusz Sikorski – lekarz psychiatra Ewy
- Bronisław Wrocławski – adwokat Ewy
- Krzysztof Kumor – adwokat teściowej
- Ewa Wawrzoń – sędzia
- Barbara Sołtysik – sędzia
- Katarzyna Dowbor – dziennikarka
- Ryszard Jabłoński – reżyser
- Lew Rywin – producent
- Aleksandra Koncewicz – Krystyna, kobieta z biura kuratora sądowego
- Aleksandra Górska – kobieta z biura kuratora sądowego
- Jarosław Gruda – policjant
- Jacek Kałucki – policjant
- Michał Bukowski – policjant
- Joanna Kasperska – strażniczka miejska
- Bogdan Szcześniak – strażnik miejski
- Marek Kępiński – sąsiad Suleckich
- Krystyna Rutkowska-Ulewicz – sąsiadka Suleckich
- Krzysztof Kiersznowski – inspektor policji
- Grzegorz Klein – kelner
- Piotr Komorowski – pielęgniarz w szpitalu psychiatrycznym
- Bogdan Niewinowski – starszy pan na zebraniu Stowarzyszenia Obrony Praw Ojca
- Jan Mayzel – taksówkarz
- Robert Płuszka – sprzedawca
- Małgorzata Sadowska – aktorka grająca w reklamie
- Dariusz Kordek – aktor grający w reklamie
- Omar Sangare – zleceniodawca reklamy
- Ewa Skibińska – koleżanka Ewy zeznająca w sądzie
- Wojciech Skibiński – dozorca na zebraniu Stowarzyszenia Obrony Praw Ojca
- Włodzimierz Stępiński, Mirosław Zbrojewicz, Piotr Zelt – goryle wynajęci przez teściową Michała
- Tomasz Taraszkiewicz – ojciec Michała
- Jarosław Jakimowicz – Strąk

## Nagrody
| Nagroda                                      | Rok  | Kategoria                           | Nominowani       | Wynik   | Źródło |
| -------------------------------------------- | ---- | ----------------------------------- | ---------------- | ------- | ------ |
| Festiwal Polskich Filmów Fabularnych w Gdyni | 1995 | Najlepsza reżyseria                 | Maciej Ślesicki  | Wygrana | [ 1 ]  |
| Festiwal Polskich Filmów Fabularnych w Gdyni | 1995 | Najlepsza główna rola męska         | Bogusław Linda   | Wygrana | [ 1 ]  |
| Festiwal Polskich Filmów Fabularnych w Gdyni | 1995 | Najlepsza drugoplanowa rola męska   | Cezary Pazura    | Wygrana | [ 1 ]  |
| Festiwal Polskich Filmów Fabularnych w Gdyni | 1995 | Najlepsza drugoplanowa rola kobieca | Renata Dancewicz | Wygrana | [ 1 ]  |
| Festiwal Polskich Filmów Fabularnych w Gdyni | 1995 | Najlepszy montaż                    | Ewa Smal         | Wygrana | [ 1 ]  |
| Złota Kaczka                                 | 1996 | Najlepszy film                      | Najlepszy film   | Wygrana | [ 2 ]  |